# Acqua & Sapone (wielerploeg)/2010
Deze pagina geeft een overzicht van de Acqua & Sapone-D'Angelo & Antenucci-wielerploeg in 2010.

## Algemeen
Algemeen manager: Palmiro Masciarelli
Team manager: Lorenzo Di Lorenzo
Ploegleiders: Bruno Cenghialta, Franco Gini
Fietsmerk: Bottecchia

## Renners
| Naam                  | Geboortedatum | Nationaliteit | Ploeg 2009                    |
| --------------------- | ------------- | ------------- | ----------------------------- |
| Dario Andriotto       | 25-10-1972    | Italië        |                               |
| Rafaâ Chtioui         | 26-01-1986    | Tunesië       | Doha Team                     |
| Paolo Ciavatta        | 06-11-1984    | Italië        | Neoprof                       |
| Massimo Codol         | 27-02-1973    | Italië        |                               |
| Roberto De Patre      | 13-09-1988    | Italië        | Neoprof                       |
| Francesco Di Paolo    | 18-04-1982    | Italië        |                               |
| Alessandro Donati     | 08-05-1979    | Italië        |                               |
| Francesco Failli      | 16-12-1983    | Italië        |                               |
| Alessandro Fantini    | 20-10-1985    | Italië        |                               |
| Stefano Garzelli      | 16-07-1973    | Italië        |                               |
| Reinier Honig         | 28-10-1983    | Nederland     | Vacansoleil                   |
| Ruggero Marzoli       | 02-04-1976    | Italië        |                               |
| Andrea Masciarelli    | 02-09-1982    | Italië        |                               |
| Francesco Masciarelli | 05-05-1986    | Italië        |                               |
| Simone Masciarelli    | 02-01-1980    | Italië        |                               |
| Vladimir Miholjević   | 18-01-1974    | Kroatië       | Team Liquigas                 |
| Didac Ortega          | 05-04-1982    | Spanje        |                               |
| Giuseppe Palumbo      | 10-09-1975    | Italië        |                               |
| Luca Paolini          | 17-01-1977    | Italië        |                               |
| Luca Pierfelici       | 03-09-1983    | Italië        |                               |
| Cayetano Sarmiento    | 28-03-1987    | Colombia      | Ex-prof (Boyacá es Para 2007) |

## Belangrijkste overwinningen
| Ronde van de Middellandse Zee Winnaar: Francesco Masciarelli Tirreno-Adriatico 5e etappe: Stefano Garzelli Ronde van Italië 16e etappe: Stefano Garzelli Nationale kampioenschappen Tunesië - weg: Rafaâ Chtioui |

2004 · 2005 · 2006 · 2007 · 2008 · 2009 · 2010 · 2011 · 2012